# Ameixeira

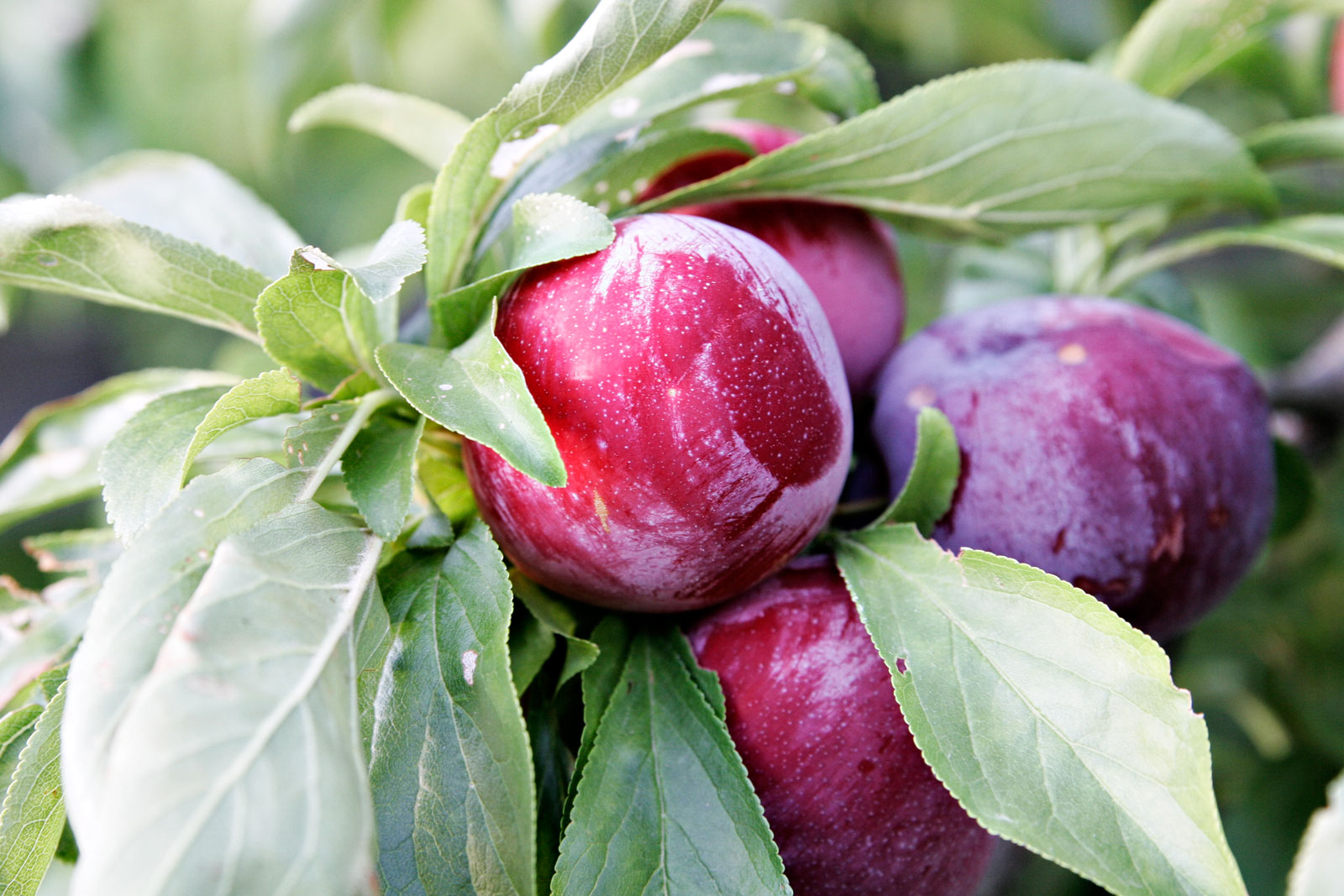
Árvore de ameixa

Ameixeira, ameixoeira ou ameixieira são os nomes por que são conhecidas algumas espécies de árvore de fruto do subgénero Prunus, incluso no género Prunus da família botânica Rosaceae (a que pertencem também a cerejeira e o pessegueiro). A ameixeira-da-baía é, contudo, do género Ximenia. O seu fruto é a ameixa.
A espécie japonesa (Prunus serrulata), apesar do seu nome, teve a sua origem provável na China. A Prunus domestica, ou ameixeira-europeia teve origem na Ásia Menor, a sul do Cáucaso.
É um fruto redondo com uma espécie de bico, doce e de epicarpo fino.
Existem muitas variedades consoante o seu tamanho, cor, sabor e estação do ano em que se desenvolvem.
Têm entre 3–6 cm de largura.
Em 1864, já eram cultivadas 150 espécies diferentes.

## Espécies
O subgénero Prunus (Prunus) divide-se em três seções:
- Sect. Prunus (Ameixas do Velho Mundo). Folhas no broto enroladas para dentro; 1 a 3 flores juntas; fruto macio, frequentemente ceroso.
  - P. cerasifera
  - P. cocomilia
  - P. consociiflora
  - P. domestica (espécie da maioria das "ameixas" vendidas como tal)
  - P. insititia (ameixa-de-damasco)
  - P. simonii
  - P. spinosa (abrunho)
- Sect. Prunocerasus (Ameixas do Novo Mundo). Folhas no broto dobradas para dentro; 3 a 5 flores juntas; frutos macios, frequentemente cerosos.
  - P. alleghaniensis
  - P. americana
  - P. angustifolia
  - P. hortulana
  - P. maritima
  - P. mexicana
  - P. nigra
  - P. orthosepala
  - P. subcordata
- Sect. Armeniaca (damascos). Folhas no broto enroladas para dentro; flores com pedúnculo muito curto; frutos aveludados. Tratado como um subgénero separado por alguns autores.
  - P. armeniaca (damasco)
  - P. brigantina
  - P. mume
  - P. sibirica

## Fruto
A ameixa é o fruto comestível da ameixeira. A ameixa autêntica (Prunus domestica) tem diversos nomes, que variam de acordo com o local onde ela é cultivada.
O abrunho (Prunus insititia), também chamado de abrunho grande, abrunho de enxertar, difere da ameixa autêntica sobretudo pelo fruto, esférico e de cor violeta escura, com o caroço chato, em vez de pontiagudo, como na verdadeira ameixa.
As ameixas são também um alimento culinário e podem ser usadas para conserva, geleia e doces. A ameixa sem semente é muito rara.

## Uso medicinal
Graças ao seu conteúdo em fibra (especialmente pectina), carboidratos, magnésio, sódio e potássio, a ameixa é laxativa, recomendada (o fruto) contra a prisão de ventre.
Médicos afirmam que a ameixa fresca é um magnífico agente terapêutico contra as enfermidades causadas pelos ácidos e associadas às hiperlipidemias, principalmente pelo ácido úrico, tais como o reumatismo, a artrite, a gota; a arteriosclerose, a nefrite etc.; ácidos e/ou gorduras originados por uma alimentação excessiva, à base de proteínas, gorduras saturadas e colesterol.
A ameixa fresca é indicada contra as hemorroidas e a hipocondria [Fonte?]
Sendo diurética, recomenda-se contra as afecções de caráter inflamatório das vias urinárias. É, ainda "desobstruente" do fígado, "depurativa" do sangue e "desintoxicante" do aparelho digestivo, pelo que se emprega com êxito nas afecções febris do estômago e do intestino. Também costuma ser empregada no tratamento das afecções das vias respiratórias (anginas, catarros etc.).

## Valor alimentício
A ameixa, consumida ao natural, fresca, seca ou demolhada, é um alimento saboroso e saudável. É também muito apreciada em compotas, geleias, sopas, purês, ou em mistura com figos secos, passas de uvas ou nozes raladas, sendo utilizada ela seca em bolos. Por suas propriedades laxativas, convém aos intestinos preguiçosos. Mesmo crianças pequenas podem beneficiar-se da "água da ameixa" em caso de prisão de ventre.
A ameixa, conforme a variedade, apresenta algumas diferenças de valor nutricional. Por exemplo, a ameixa-vermelha é rica em provitamina A, ao passo que as outras variedades são relativamente pobres. A ameixa-amarela é, por sua vez, mais doce e energética, além de conter um pouco mais de proteína. A ameixa-preta apresenta elevada atividade aquosa, sendo a mais apropriada para o tratamento das afecções urinárias.

## Produção mundial
| País                                     | Produção de ameixa em 2018 (toneladas anuais) |
| ---------------------------------------- | --------------------------------------------- |
| China                                    | 6.788.107                                     |
| Roménia                                  | 842.132                                       |
| Sérvia                                   | 430.199                                       |
| Estados Unidos                           | 368.206                                       |
| Irão                                     | 313.103                                       |
| Turquia                                  | 296.878                                       |
| Índia                                    | 251.389                                       |
| Chile                                    | 229.951                                       |
| Marrocos                                 | 205.222                                       |
| Ucrânia                                  | 198.070                                       |
| Fonte: Food and Agriculture Organization |                                               |